# Skoppum Station
Skoppum Station (Skoppum stasjon) er en jernbanestation på Vestfoldbanen, der ligger i byområdet Skoppum i Horten kommune i Norge. Stationen blev åbnet sammen med banen 7. december 1881. Stationsbygningen blev opført i træ efter tegninger af Balthazar Lange og rummer i dag billetsalg, ventesal og bagagebokse. Stationen betjenes af NSB's regionaltog mellem Skien og Eidsvoll.
Det var oprindeligt tanken, at Vestfoldbanen skulle være gået gennem Horten, men i stedet anlagdes sidebanen Hortenlinjen fra Skoppum til Horten. Banen åbnede 13. oktober 1881 og havde persontrafik indtil 28. maj 1967, mens godstrafikken fortsatte frem til januar 2002. I 2007 blev det besluttet at fjerne sporene og omdanne traceen til vandre- og cykelsti, et arbejde der påbegyndtes året efter.